# Taktik
För andra betydelser, se Taktik (olika betydelser).
Taktik (grek. taktikē, konsten att ställa upp en här till strid), är den del av krigskonsten, som behandlar truppernas användning inför och under striden. Jämför med taktik i schack och taktik i sportsammanhang. Taktiken omfattar grunderna för truppers uppställning, rörelser och strid, beträffande såväl enskilda vapen som större avdelningar, ända till arméer, sammansatta av alla vapen. En vanlig definition som belyser skillnaden mellan strategi och taktik är "strategi är konsten att vinna ett krig, taktik är konsten att vinna ett slag".
Man indelar taktiken dels i formell elementär taktik, varmed menas grunderna för de olika vapenslagens användning, utan hänsyn till marken eller yttre omständigheter, och i använd taktik, vari innefattas användningen med hänsyn till fiende och terräng av trupper, sammansatta av olika vapenslag, dels efter vapenslagen i infanteri-, kavalleri- och artilleritaktik, dels efter de olika slagen av verksamhet i marschtaktik,
stridstaktik och så vidare, dels efter truppernas formering i linjär-, kolonn- eller masstaktik, dels slutligen i lägre vapenslagens taktik och högre taktik (i den förra behandlas varje vapen för sig, även med hänsyn till fiende och terräng, i den senare de större truppavdelningarna med alla vapen förenade).
Taktik är konsten att medvetet välja mellan  och  samordna  medel  och  metoder  i en given situation för att uppnå uppsatta mål. Taktiken i sin helhet innefattar truppernas organisation för striden samt marscher, bevakning, vila och strid, för såväl mindre avdelningar som hela arméer. Den större taktiska skickligheten hos befälet att anordna och leda striden samt hos trupperna att på verksammaste sätt ingripa och, om befallningar uteblir, handla i den högre ledningens anda bidrar i väsentlig mån till segern. 
Taktik kan också användas i överförd betydelse för att beskriva sätt att gå tillväga i största allmänhet. 
Många gånger blandar folk felaktigt ihop termen "taktik" med "strategi". Man kan säga att taktik är ett nödvändigt verktyg för att uppfylla en strategi, och är ofta mätbara, svåra att försvara (konkurrenter kan kopiera dessa) och handlar om stunden. Strategi handlar dock om en långsiktig positionering och är mycket mer komplex i sin natur, och härstammar från krigskonsten för att sedan appliceras i företagsekonomiska samband.

### Fotnoter
1. ↑  Goodman, Ronald E.. ”Strategy and Tactics, Military” (på engelska). https://www.scholastic.com/teachers/articles/teaching-content/strategy-and-tactics-military/.
2. 1 2  Högström, Ulf (januari/mars 2010). ”Lära om taktik”. sid. 117–118. https://www.kkrva.se/wp-content/uploads/Artiklar/111/kkrvaht_1_2011_11.pdf. Läst 5 december 2020.
3. ↑  ”Skillnaden Mellan Strategi och Taktik - Enklare än du tror”. zimp. 17 augusti 2018. Arkiverad från originalet den 7 september 2018. https://web.archive.org/web/20180907144747/https://zimp.se/blogg/skillnaden-mellan-strategi-och-taktik/. Läst 3 september 2018.
4. ↑  ”Some Definitions of Strategy and Tactics”. Euromed Marseille School of Management. http://www.chris-kimble.com/Courses/World_Med_MBA/Strategy-and-Tactics.html. Läst 5 december 2020.